# 大韓民国国家情報院の大統領選挙介入事態
大韓民国国家情報院の大統領選挙介入事態とは、2012年大韓民国大統領選挙において、当時の李明博政権の元世勲国家情報院長が職員に指示し、インターネット上で与党の朴槿恵候補に対峙する野党の文在寅候補を誹謗中傷する書き込みをした出来事である。元世勲元院長は、国家情報院法違反罪と公職選挙法違反罪で懲役4年の実刑が確定している。